# Пюибегон
Пюибего́н (фр. Puybegon, окс. Puègbegon) — коммуна во Франции, находится в регионе Юг — Пиренеи. Департамент — Тарн. Входит в состав кантона Гроле. Округ коммуны — Кастр.
Код INSEE коммуны — 81215.

## География

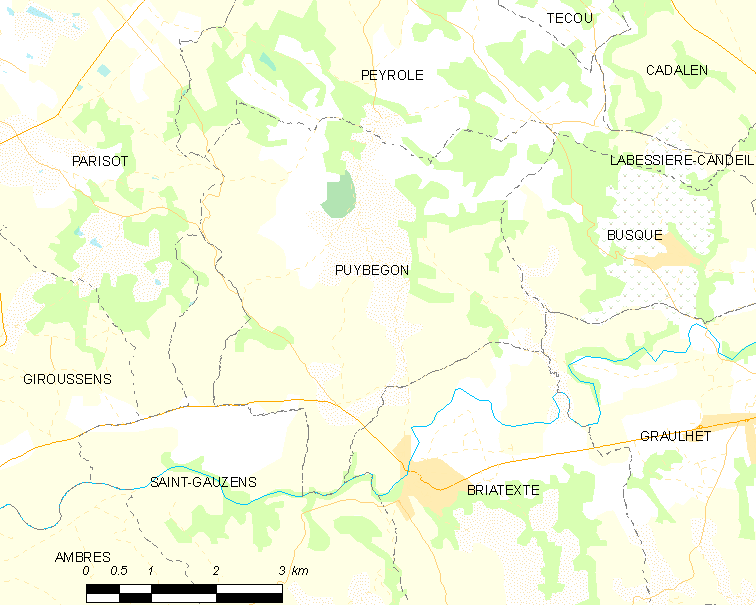
Карта коммуны

Коммуна расположена приблизительно в 570 км к югу от Парижа, в 45 км северо-восточнее Тулузы, в 26 км к юго-западу от Альби.
На юге коммуны протекает река Даду.

## Климат
Климат умеренно-океанический. Зима мягкая и дождливая, лето жаркое с частыми грозами. Ветры довольно редки.

## Население
Население коммуны на 2010 год составляло 597 человек.
| 1962 | 1968 | 1975 | 1982 | 1990 | 1999 | 2010 |
| ---- | ---- | ---- | ---- | ---- | ---- | ---- |
| 387  | 420  | 402  | 426  | 510  | 485  | 597  |

## Администрация
| Период | Период | Фамилия       | Партия | Примечания |
| ------ | ------ | ------------- | ------ | ---------- |
| 2001   | 2014   | Марьяно Берна |        |            |
| 2014   | 2020   | Макс Гипо     |        |            |

## Экономика
В 2007 году среди 340 человек в трудоспособном возрасте (15—64 лет) 269 были экономически активными, 71 — неактивными (показатель активности — 79,1 %, в 1999 году было 72,4 %). Из 269 активных работали 242 человека (134 мужчины и 108 женщин), безработных было 27 (13 мужчин и 14 женщин). Среди 71 неактивных 16 человек были учениками или студентами, 31 — пенсионерами, 24 были неактивными по другим причинам.